# 수지 와일스
수지 와일스(영어: Susie Wiles, 본명 수잔 와일스; 영어: Susan Wiles, 1957년 5월 14일 ~)는 미국 공화당 정치인 도널드 트럼프의 2024년 대선 캠페인 공동의장을 지낸 미국의 정치 컨설턴트로, 이전에는 2016년 대선 캠페인과 로널드 레이건의 1980년 대선 캠페인을 맡았다.
트럼프 2기 행정부에서 제32대 대통령 비서실장을 맡고 있다.

## 경력
1979년 와일스는 잭 켐프 하원 의원의 보좌관으로 일하였다. 이듬해 로널드 레이건의 1980년 대선 캠페인 스케줄러로 참여하였다. 1990년대, 당시 잭슨빌 시장으로 재직 중이던 존 딜라니의 수석 보좌관을 지내기도 하였다. 2018년 론 디샌티스 플로리다 주지사의 선거운동을 도왔다.

### 대통령 비서실장 (2025년~현재)
도널드 트럼프 2기 행정부에서 제32대 대통령 비서실장으로 재임 중이다.
"수지는 미국 역사상 가장 위대한 승리들 중 하나를 달성하도록 나를 도왔고, 2016년과 2020년의 성공적인 선거운동에서도 필수적 역할을 하였다. (그녀는) 강하고, 똑똑하고, 혁신적이고, 광범위한 존경을 받는 (인물이다.)"— 트럼프의 지명 성명 (2024년 11월 7일)